# St. Gabriel (Schwerzenbach)

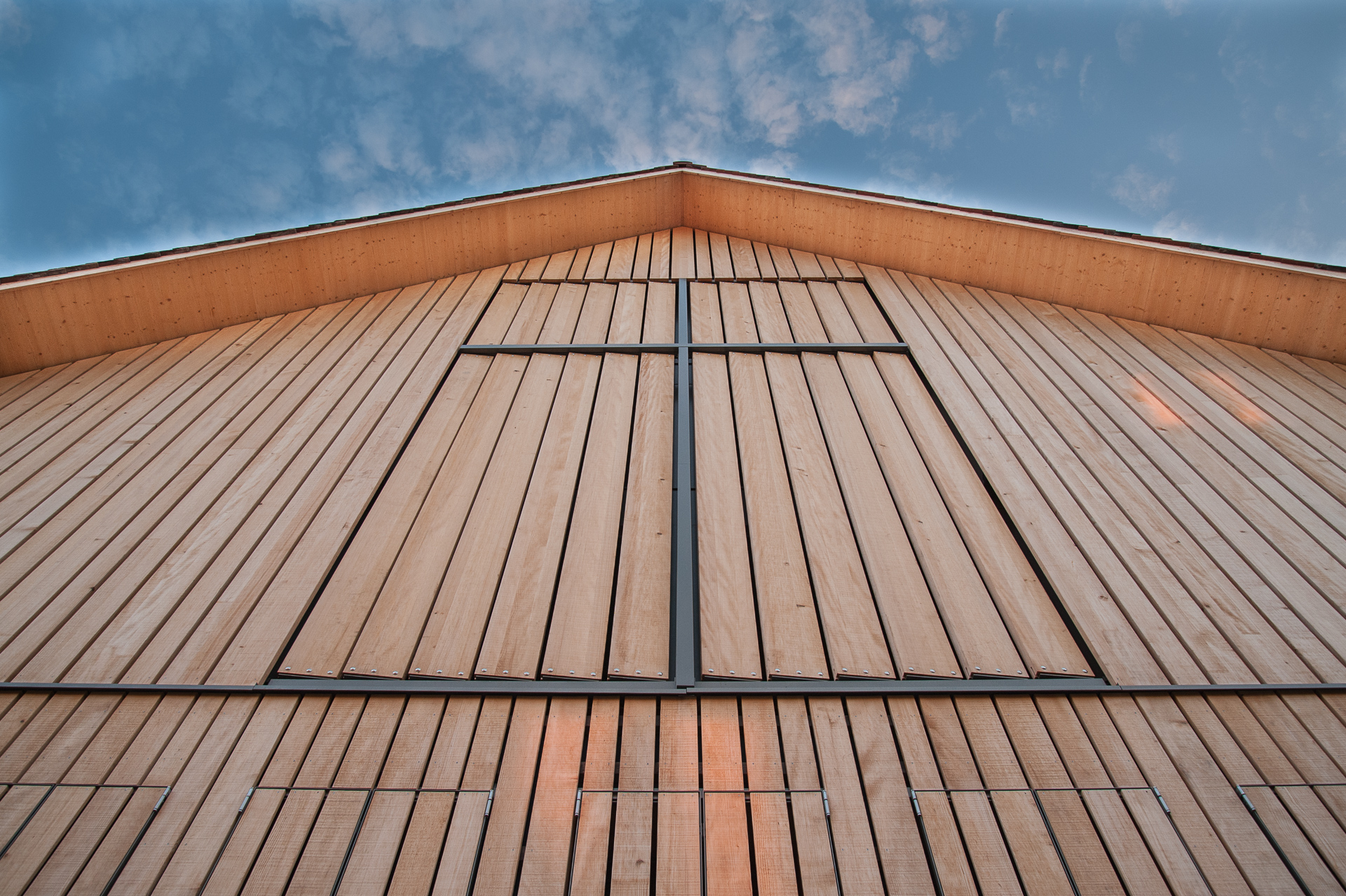
Kirchliches Zentrum St. Gabriel, Detailansicht

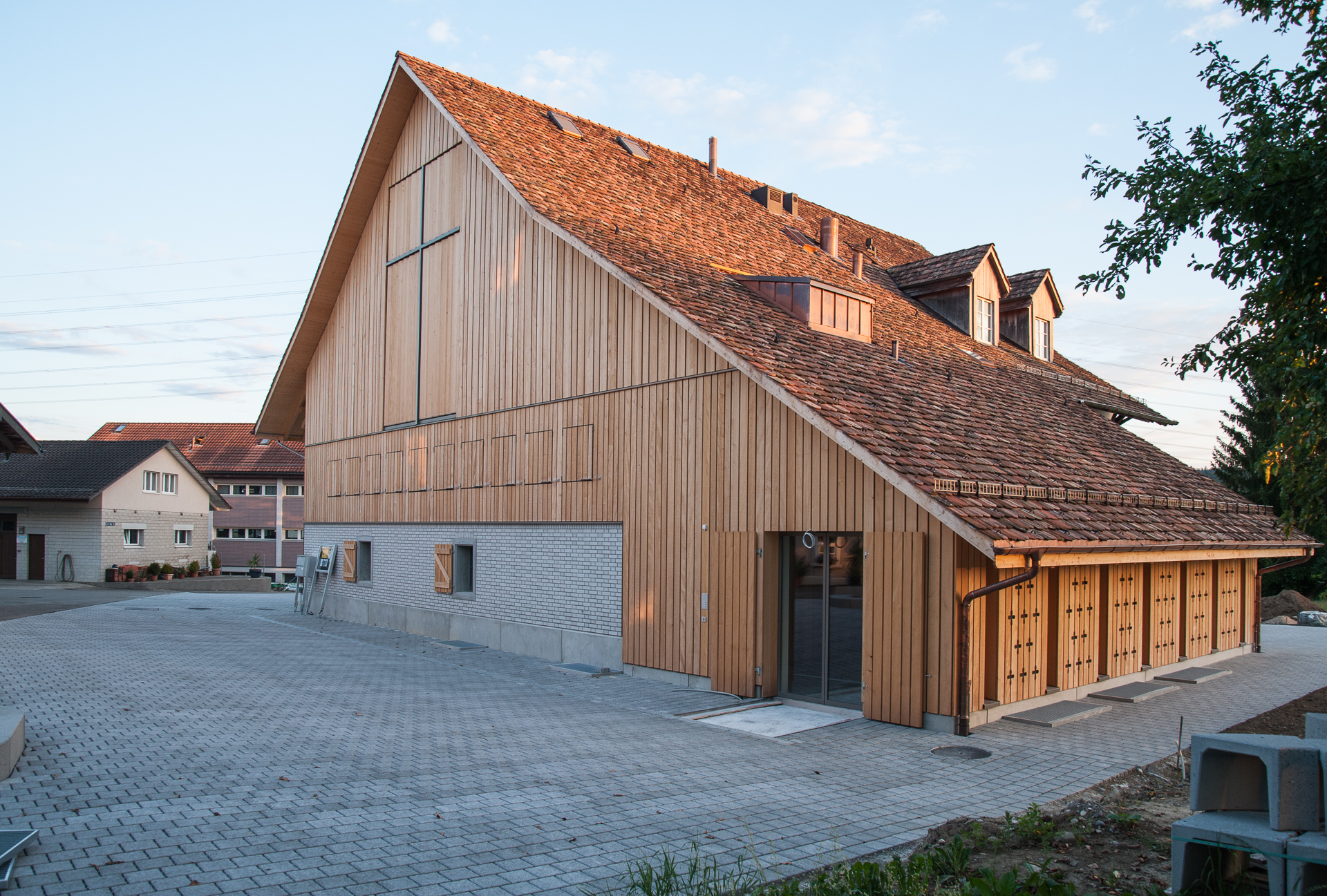
Ansicht von Norden

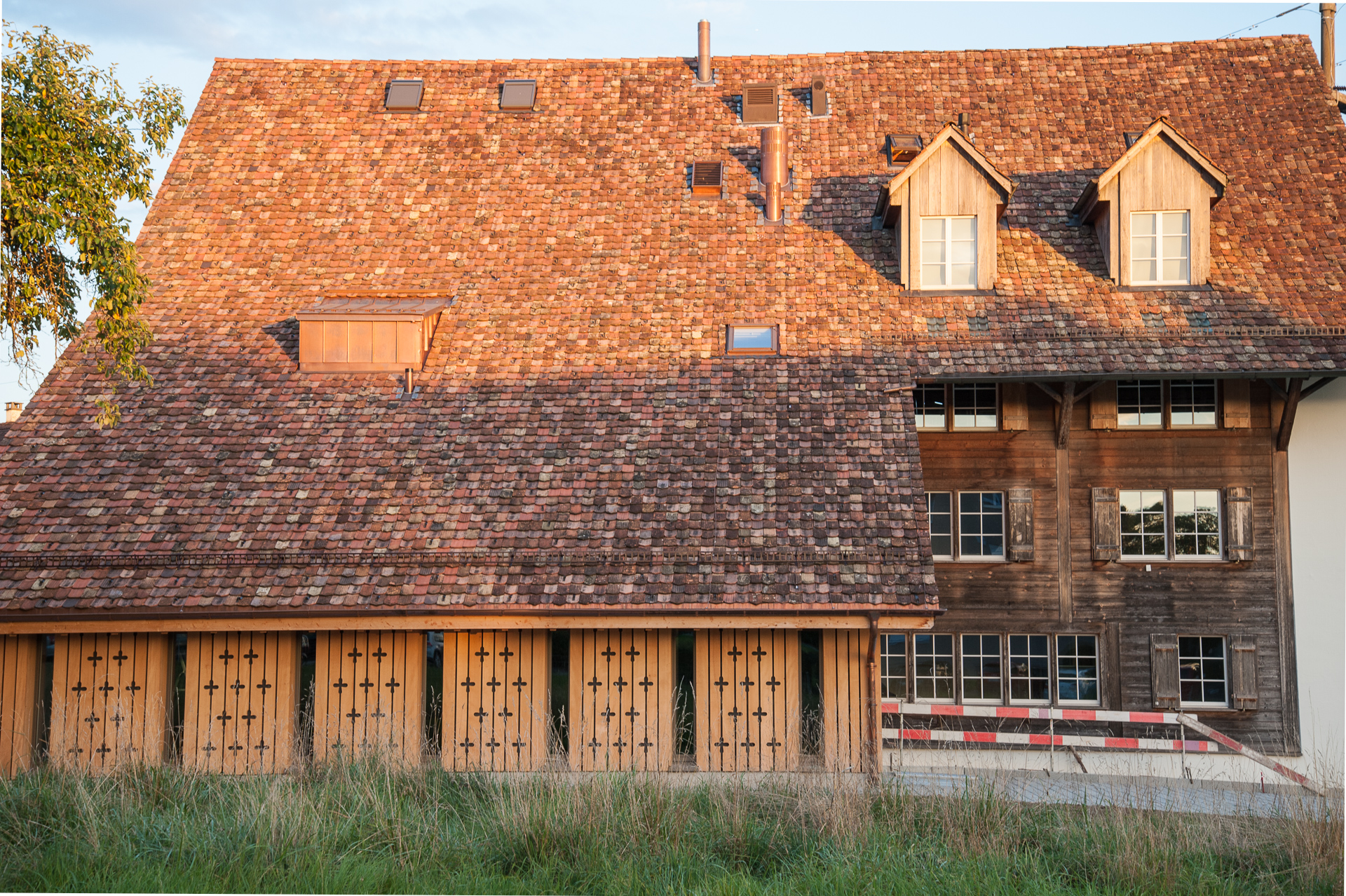
Holzfassade im Nordwesten

Das römisch-katholische kirchliche Zentrum St. Gabriel steht im historischen Ortskern von Schwerzenbach im Kanton Zürich. Es befindet sich im 1803 erstellten Haus zum Wiesenthal an der Dorfstrasse 9a.

## Geschichte

### Vorgeschichte
Schwerzenbach, das im Mittelalter zur Herrschaft Greifensee gehörte und zusammen mit dieser im Jahr 1402 an Zürich überging, besass bereits im Mittelalter eine Kirche, welche an der gleichen Stelle erbaut war wie die heutige, in den Jahren 1812–1813 im klassizistischen Stil errichtete Reformierte Kirche Schwerzenbach. Laut der Legende des heiligen Einhard hatte es einen Schwerzenbacher Lokalheiligen gegeben, welcher bei der mittelalterlichen Kirche begraben gewesen sein soll. Während des Alten Zürichkriegs zerstörten die Schwyzer im Jahr 1444 die mittelalterliche Kirche, welche in den darauffolgenden Jahren wiederaufgebaut wurde. Das Recht, den Pfarrer einzusetzen, die sogenannte Kollatur, stand bis ins Jahr 1834 dem Kloster Einsiedeln zu, obwohl die Gemeinde Schwerzenbach als Untertanengebiet von Zürich schon 1524 zum reformierten Glauben gewechselt hatte. Ab der Reformation in Zürich waren die katholischen Gottesdienste für Jahrhunderte auf Zürcher Gebiet verboten.
Als im Jahr 1807 in Zürich die Tagsatzung stattfand, kam es zum sogenannten Toleranzedikt, das erstmals wieder katholische Gottesdienste gestattete, allerdings örtlich beschränkt. Ab 1833 durften im Fraumünster Zürich katholische Gottesdienste gefeiert werden. 1842 wurde den in Zürich lebenden Katholiken die Augustinerkirche zur Verfügung gestellt. Als am 8. Juni 1873 die Zürcher Katholiken gegen das Unfehlbarkeitsdogma protestierten, traten sie mehrheitlich zur neu gegründeten christkatholischen Kirche über, wodurch die in der römisch-katholischen Kirche Verbliebenen eine neue Kirche bauen mussten. So entstand im Jahr 1874 die Kirche St. Peter und Paul in Zürich-Aussersihl, welche zur römisch-katholischen Mutterpfarrei von Stadt und Region Zürich wurde, zu der auch Schwerzenbach gehört. Von St. Peter und Paul Zürich-Aussersihl aus entstand die Pfarrei Herz Jesu Zürich-Oerlikon im Jahr 1894, von der die spätere Pfarrei Maria Frieden in Dübendorf gegründet wurde. Im Jahr 1897 fand in Dübendorf der erste katholische Gottesdienst seit der Reformation statt, zunächst im Tanzsaal des Restaurants Kreuz. 1902 erwarb die katholische Pfarrei eine an der Wilstrasse gelegene ehemalige Sennhütte, die 50 Jahre lang als Pfarrhaus und Notkapelle diente. Die Kapelle wurde am 21. Dezember 1902 geweiht. Im Jahr 1904 wurde Dübendorf zum Pfarrrektorat und am 7. Dezember 1926 zur Pfarrei erhoben und von Herz Jesu Zürich-Oerlikon abgetrennt. Als nach dem Zweiten Weltkrieg die Einwohner- und Katholikenzahl weiter anstieg, wurde ein Neubau in Dübendorf nötig. Die Grundsteinlegung der Kirche fand am 27. August 1950 statt, und am 27. April 1952 weihte der Bischof von Chur Christian Caminada die Kirche zu Ehren Marias, der Königin des Friedens.

### Entstehungsgeschichte und Namensgebung
Seit der Errichtung der Seelsorgestation in Dübendorf im Jahr 1902 wurden die Katholiken von Schwerzenbach wie auch diejenigen von Fällanden von Dübendorf aus betreut. Im Jahr 1971 erwarb die Kirchgemeinde Dübendorf die Liegenschaft Haus zum Wiesenthal mit der Absicht und der Verpflichtung gegenüber dem Verkäufer, auf dem Areal ein kirchliches Zentrum zu bauen bzw. das Haus kirchlich zu nutzen. 1979 kündete die Kirchgemeinde die bestehenden Mietverträge wegen Baufälligkeit der Liegenschaft. Bevor die Kirchgemeinde das Haus abreissen konnte, wurde es 1981 als Schutzobjekt des Denkmal- und Heimatschutzes inventarisiert. Bis 1997 versuchte die Kirchgemeinde wiederholt, das Haus zum Wiesenthal abreissen zu dürfen, was durch den Heimatschutz, die kantonale Denkmalpflege und verschiedene Gerichtsurteile verhindert wurde. Am 4. März 1997 entschied das Bundesgericht endgültig, dass die Liegenschaft erhalten bleiben müsse. Somit stand das Haus zum Wiesenthal unter Baudenkmalschutz. Es folgte im März 1998 die Instandsetzung des Daches und zwischen Dezember 1998 und Juni 2000 die Sanierung des baufälligen Wohntraktes, sodass drei Wohnungen, im Erdgeschoss Räume für kirchliche Veranstaltungen und im ehemaligen Keller eine Kapelle für 30 Personen entstanden, die am 24. Juni 2000 eröffnet wurde. Nach einer Neugestaltung der Kapelle wurde diese am 16. September 2007 durch Weihbischof Paul Vollmar dem Engel Gabriel benediziert. Da der Engel Gabriel der Jungfrau Maria die Geburt Jesu ankündigte, wird durch die Widmung der Schwerzenbacher Kapelle an den Engel Gabriel ein indirekter Bezug zur Mutterpfarrei Dübendorf hergestellt, deren Pfarrkirche Maria Frieden der Gottesmutter geweiht ist.
2011 ging die Kirchgemeinde den Ausbau des Scheunentraktes zu einem kirchlichen Zentrum an. Zunächst wurde ein Gestaltungsplan des Areals ausgearbeitet. Im Jahr 2012 erfolgte ein Architekturwettbewerb. Nach weiteren Abklärungen, insbesondere zur Bausubstanz des Scheunentrakts, und Verhandlungen mit dem Baudenkmalschutz sowie mit der politischen Gemeinde Schwerzenbach bewilligte die Kirchgemeindeversammlung Dübendorf das Projekt am 3. Februar 2015. Am 20. Mai 2016 wurde der Grundstein für den Bau des kirchlichen Zentrums gelegt. In den Jahren 2016 bis 2017 erfolgte der Bau nach Plänen der Architekten Thomas Schinkhof und Pia Kiebel von apb Architekten, Uster, in Zusammenarbeit mit dem Baudenkmalschutz. Am 26. August 2017 weihte Generalvikar Josef Annen das kirchliche Zentrum feierlich ein.
Die Kirchgemeinde Dübendorf, zu der auch Schwerzenbach und Fällanden gehören, ist nach Winterthur und Uster mit 11'360 Mitgliedern (Stand 2021) die drittgrösste katholische Kirchgemeinde des Kantons Zürich.

## Baubeschreibung

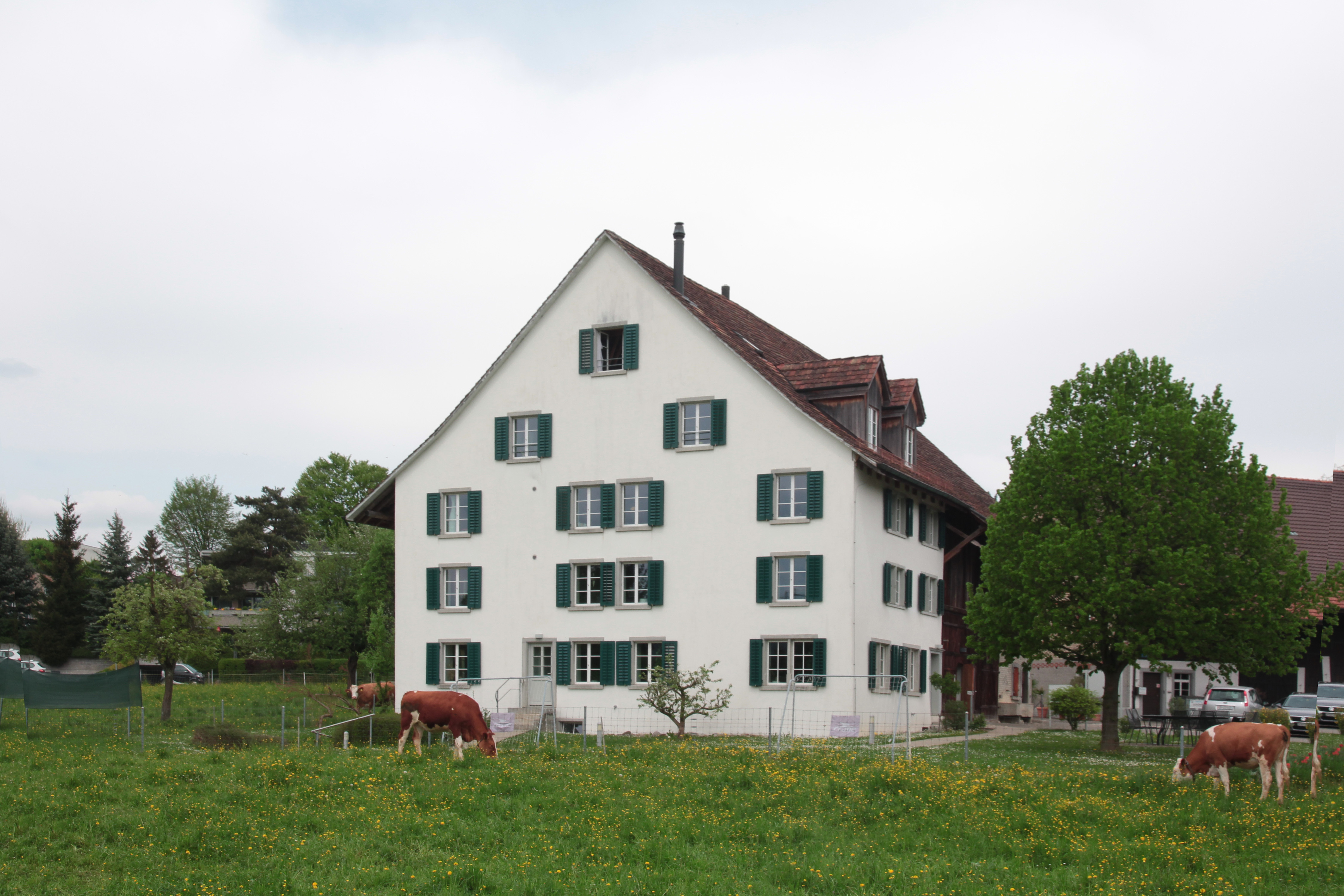
Haus zum Wiesenthal, Ansicht von Süden

Von der Dorfstrasse etwas zurückgesetzt, befindet sich das Haus zum Wiesenthal in der Kernzone von Schwerzenbach, die im Inventar der kantonal geschützten Ortsbilder aufgeführt ist. Das Haus zum Wiesenthal ist ein Bohlenständerbau, dessen Konstruktion durch Ständer bestimmt wird, welche von der Schwelle bis zum Dach das tragende System des Gebäudes bilden. Dieser Bautyp herrscht im schweizerischen Mittelland vor, im Gegensatz zum Blockbau in den Voralpen und Alpen sowie zum Fachwerkbau in der nördlichen Schweiz bis zur Region Winterthur. Das Haus zum Wiesenthal wurde 1803 erbaut und 1880 erweitert. Es besitzt ein Giebeldach, das von Südwest nach Nordost verläuft. Der nördliche Teil des Hauses ist der Scheunentrakt, in dem insbesondere im Kirchenraum die Bohlenständerkonstruktion gut sichtbar ist, der südliche Teil ist der Wohntrakt, dessen Fassaden im Südosten und Südwesten aus weiss verputzten Steinen bestehen; die nordwestliche Fassade des Wohntraktes besteht aus Holz.

### Wohntrakt mit Kapelle

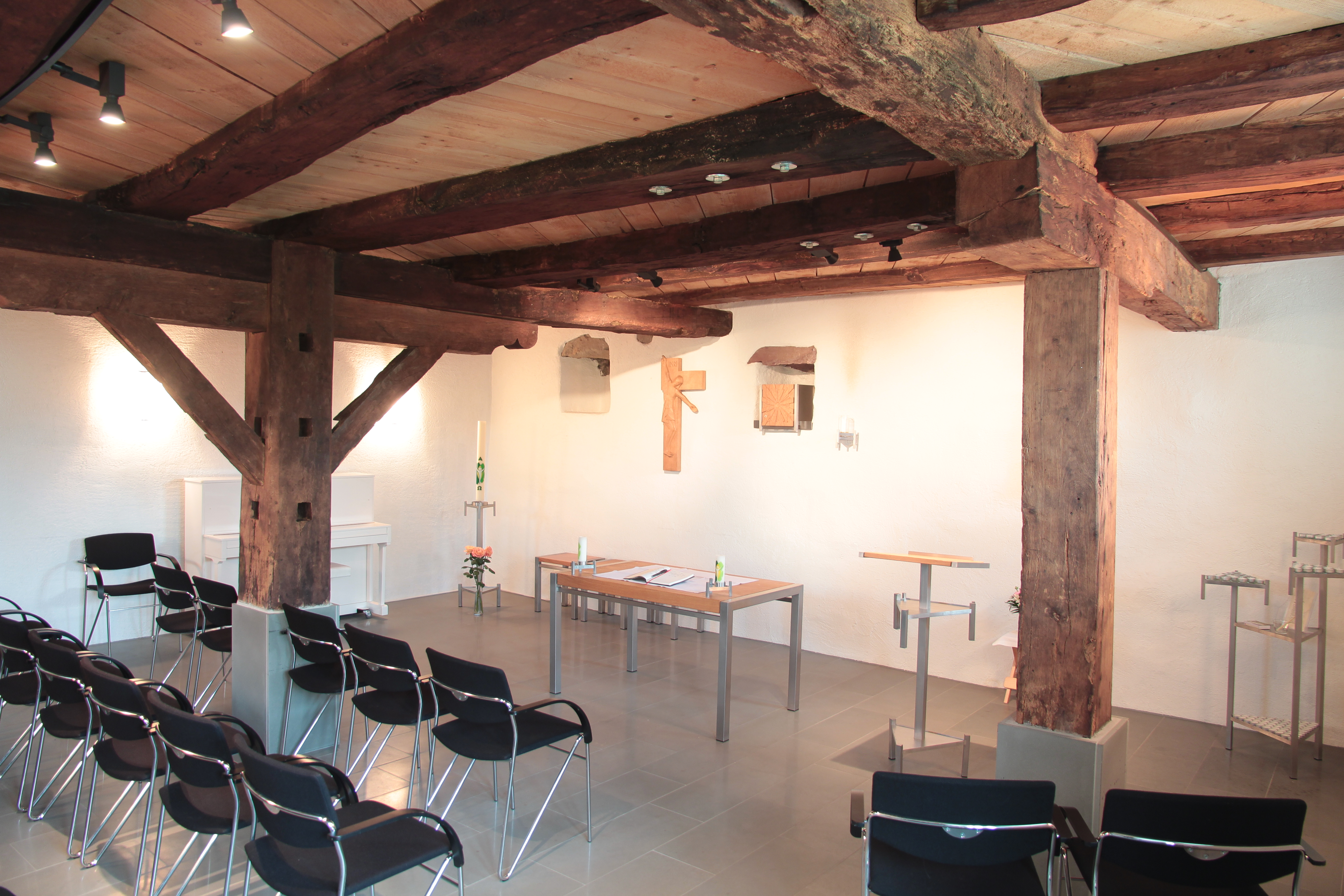
Kapelle St. Gabriel

Der Wohntrakt des Hauses zum Wiesenthal besitzt drei Wohnungen auf vier Etagen sowie im Erdgeschoss Räumlichkeiten, welche für pfarreiliche Zwecke verwendet werden. Im Untergeschoss wurde im einstigen Keller eine Kapelle eingerichtet. 2007 wurde sie durch Bildhauer Toni Walker aus Flüelen neu gestaltet. Er wählte für die geschnitzten Elemente sowie für das liturgische Mobiliar Eichenholz, um dem Raum einen warmen Charakter zu verleihen. Die tragenden Elemente von Volksaltar und Ambo sind aus Chromstahl. Der Tabernakel ist in einer ehemaligen Wandnische eingelassen. Die Besonderheit des Kruzifixes ist, dass Jesus schon nicht mehr der Leidende des Karfreitags ist, sondern bereits österlich verklärt seine Hand vom Kreuz nimmt und den Menschen entgegenstreckt. Durch diese Gestaltung entsteht ein direkter Bezug zur Eucharistiefeier, welche in dieser Kapelle gefeiert wird. Neben der Madonna prägt eine Gabrielsstatue aus Bronze den Raum. Alle diese Gegenstände wurden aufeinander abgestimmt und bilden ein Ensemble.

### Scheunentrakt mit kirchlichem Zentrum

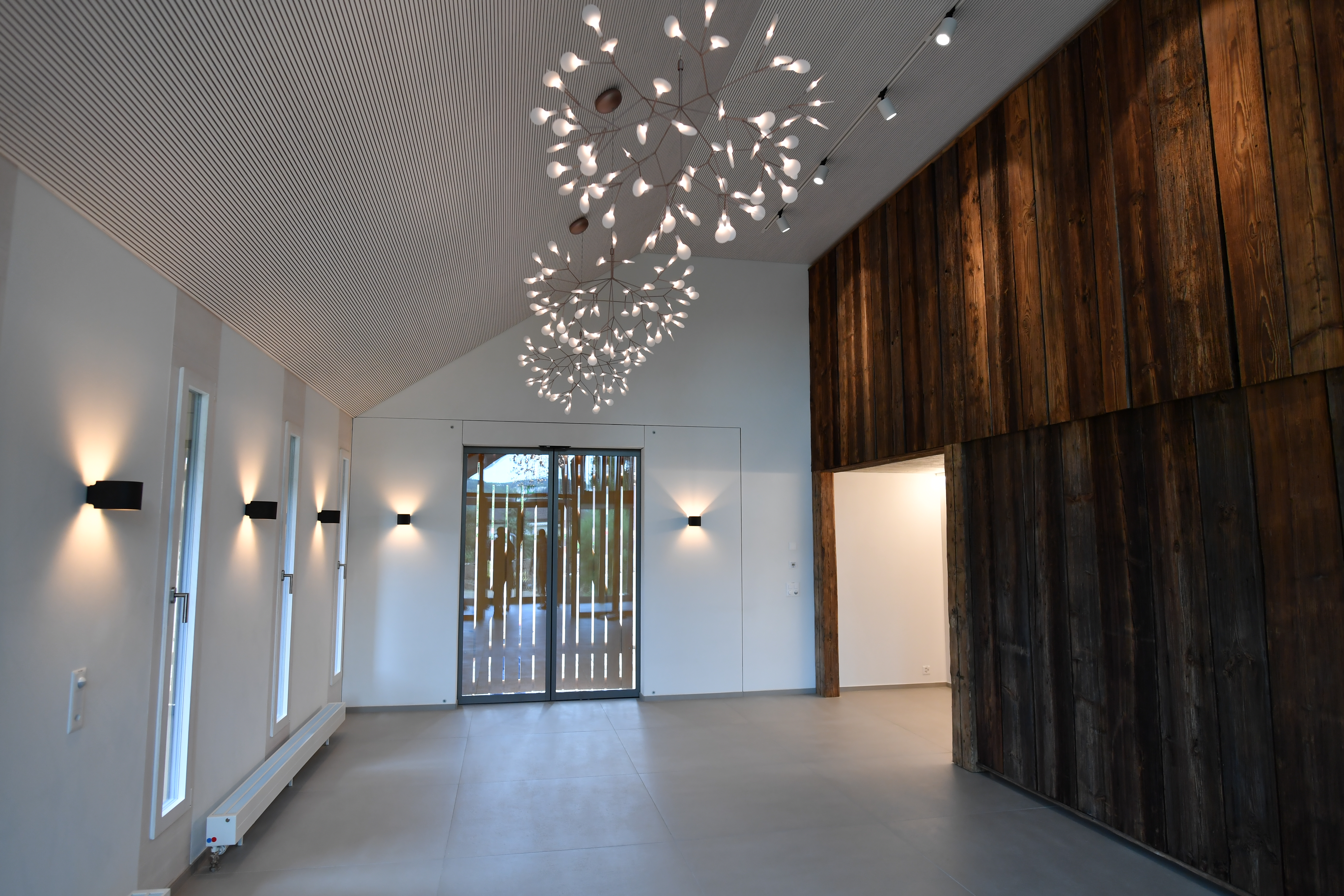
Neues Foyer mit 200-jähriger Holzwand

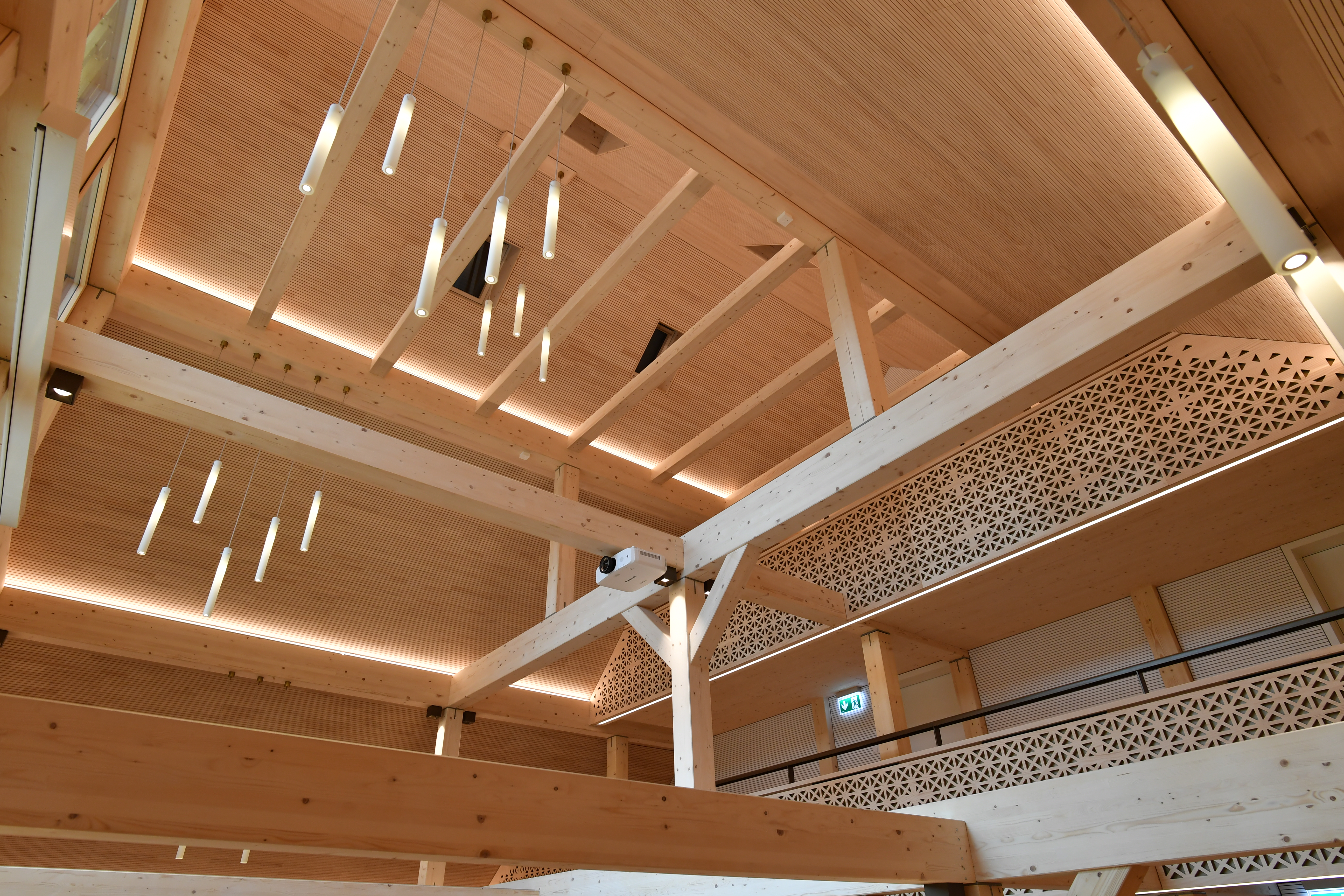
Kirchensaal mit Bohlenständer-Bauweise

Der Scheunentrakt besitzt seit seinem Ausbau in den Jahren 2016 bis 2017 im Erdgeschoss ein Foyer samt Küche, im ersten Obergeschoss Unterrichts- und Sitzungsräume und vom zweiten Obergeschoss über dreieinhalb Etagen bis zum Dachfirst einen Saal mit zwei Emporen, der sowohl für kirchliche Anlässe als auch für profane Veranstaltungen verwendet wird. Wie vom Denkmalschutz gefordert, wurden die vom Wohntrakt vorgegebenen Etagenhöhen und die unter Schutz gestellte Ständerbauweise beim Wiederaufbau beibehalten, was an den Innenausbau samt Installation der Haustechnik besondere Anforderungen stellte. Um den ursprünglichen Charakter des Gebäudes zu bewahren, wurden wo sinnvoll und möglich alte Holzelemente wiederverwendet. So besitzt das Foyer eine Wandverkleidung aus 200-jährigem Holz, und im Saal sind Altar und Ambo aus alten Holzbalken gefertigt. Der Saal wird von den Balken und Pfosten der Bohlenständerbauweise geprägt, was durch das Beleuchtungskonzept des Raumes zusätzlich betont wird. Die Verkleidungen der Emporen enthalten Kreuze, die auf die Verwendung des Raumes als Kirche verweisen.
Die Fassade des Scheunentraktes ist mit Holzlamellen verkleidet, die bei geschlossenem Zustand von aussen an die historische Verwendung des Gebäudes als Bauernhaus samt Scheune erinnern. Auf der Höhe des Saals ist an der Fassade ein monumentales und doch dezent gefasstes Kreuz angebracht. Auf dem Vorplatz wurde anlässlich der Einweihung des kirchlichen Zentrums eine Plastik aufgestellt, die von Künstler Urs-P. Twellmann aus historischen Balken geschaffen wurde. Das Kunstwerk kann als Torbogen oder auch als zwei Kreuze, die miteinander verbunden sind, verstanden werden.

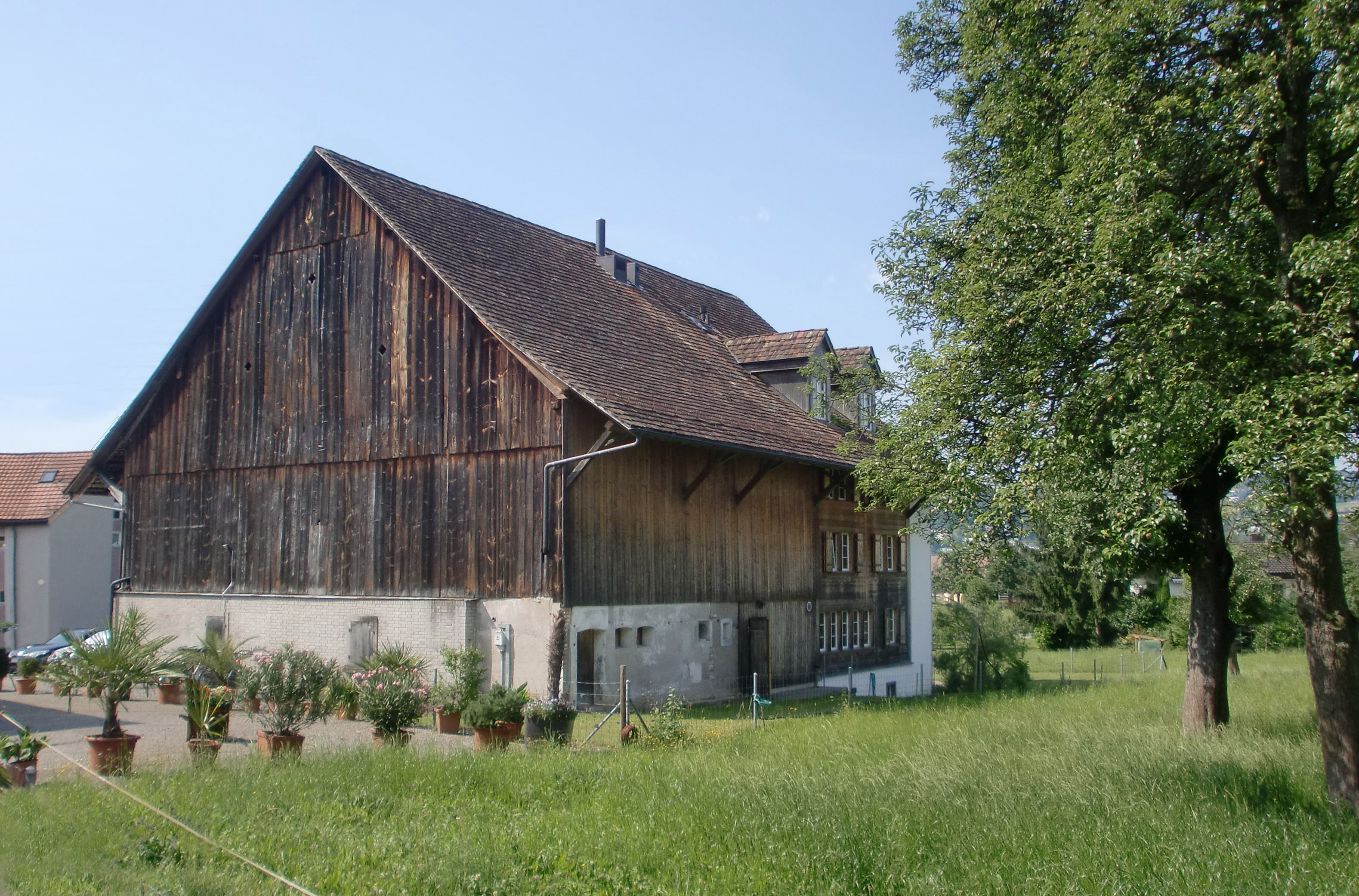
Scheunentrakt vor dem Umbau 2015
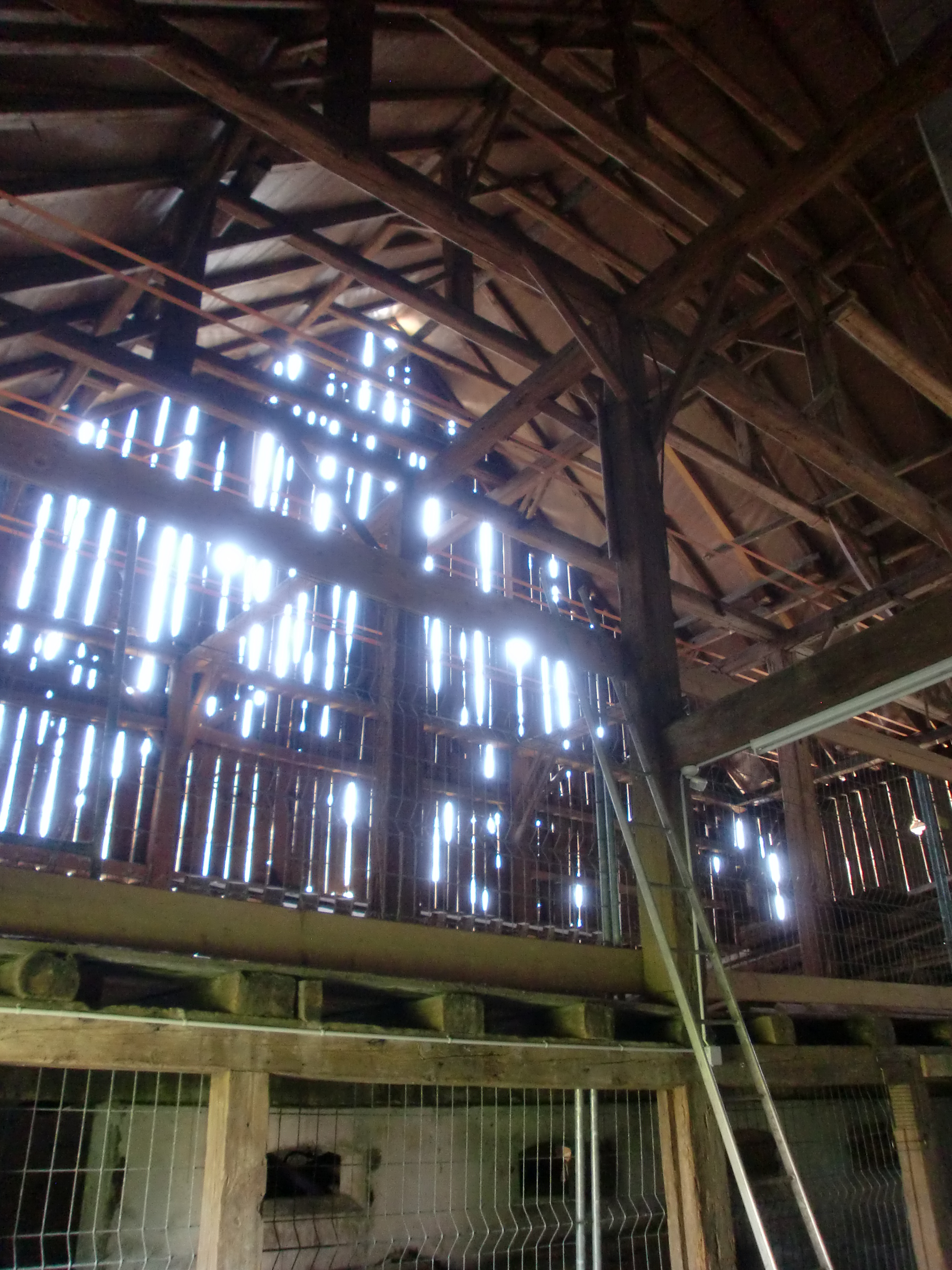
Innenansicht der Scheune bis 2015
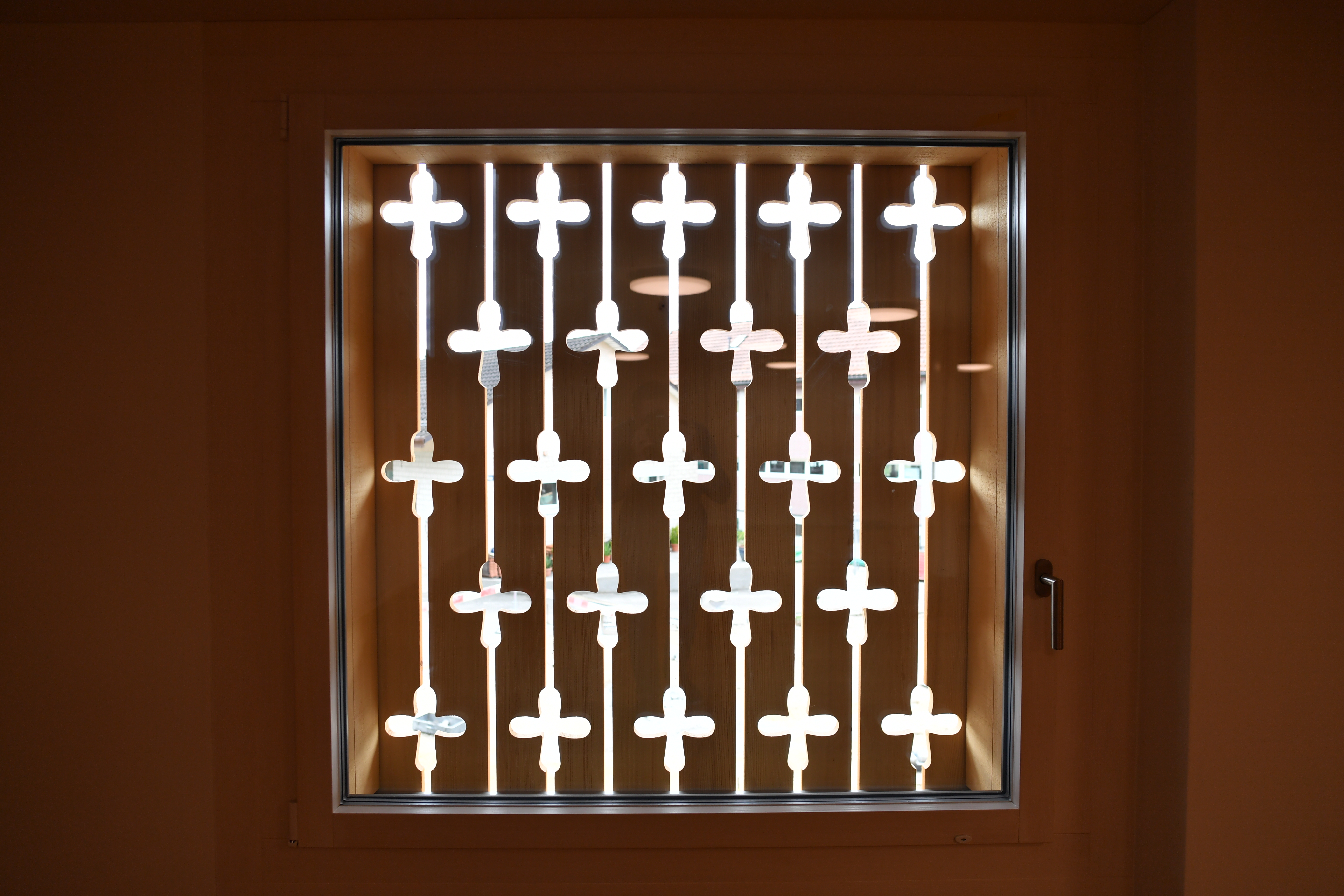
Detailansicht Fenster
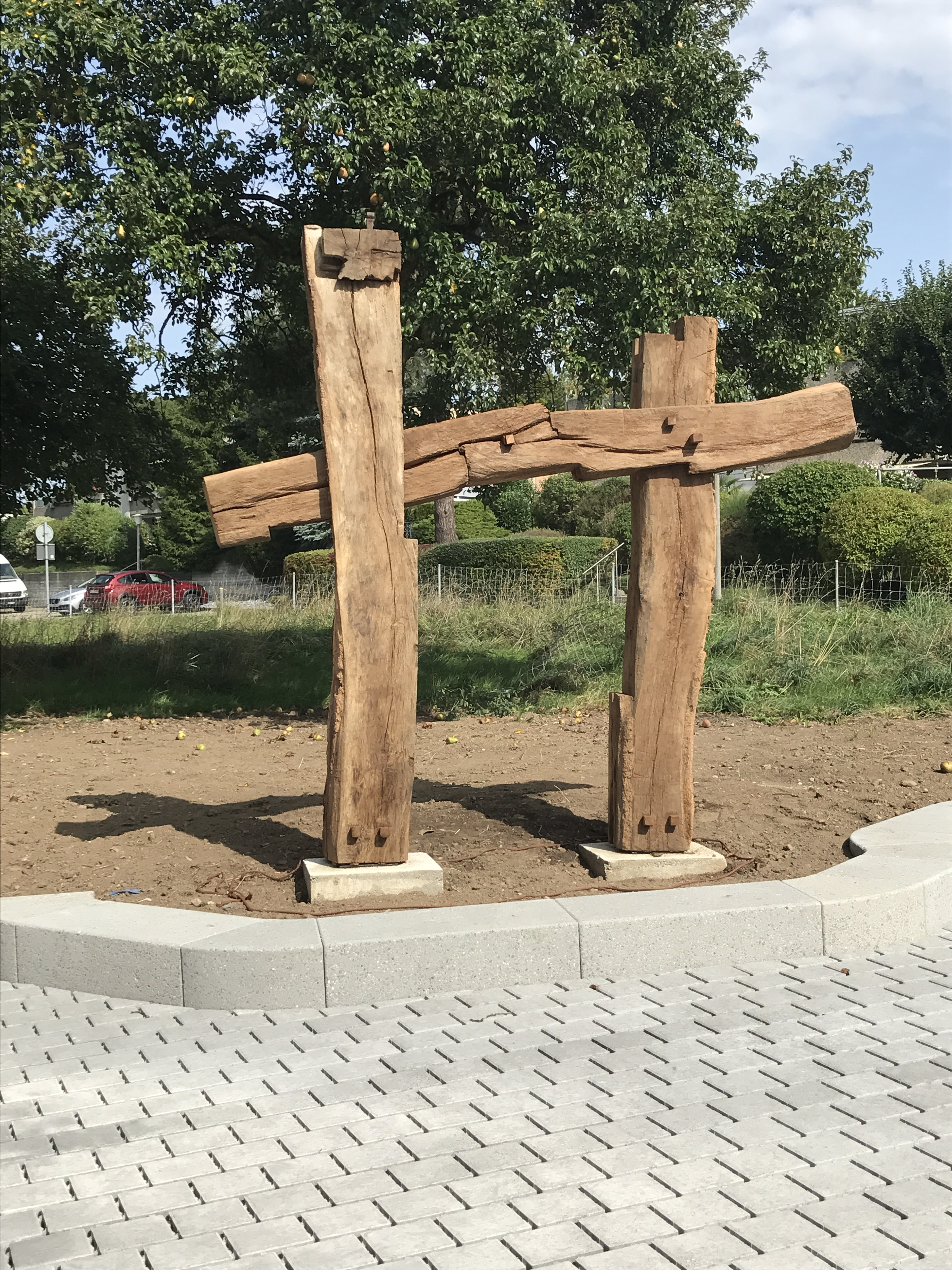
Skulptur von Urs-P. Twellmann aus historischen Balken